# Jörg Dötsch
Jörg Dötsch (* 16. Mai 1965 in Darmstadt) ist ein deutscher Pädiater und Hochschullehrer.

## Leben
Das Studium der Medizin absolvierte er von 1986 bis 1993 an der Universität Mainz und von 1989 bis 1990 am University College of Dublin. Von 1993 bis 1998 war er Arzt im Praktikum und Wissenschaftlicher Assistent, Zentrum für Kinderheilkunde der Universität Gießen. Von 1998 bis 2000 war er wissenschaftlicher Assistent an der Klinik für Kinder und Jugendliche, Universitätsklinikum Erlangen. Ab 2000 war er Oberarzt an der Kinder- und Jugendklinik, Universitätsklinikum Erlangen. Von 2003 bis 2010 war er leitender Oberarzt und stellvertretender Direktor der Kinder- und Jugendklinik, Universitätsklinikum Erlangen. Seit 2006 ist er W2-Professor für Kinderheilkunde mit Schwerpunkt Kindernephrologie. Seit 2010 ist er Direktor der Klinik und Poliklinik für Kinder- und Jugendmedizin, Uniklinik Köln.
Seine klinischen Schwerpunkte sind Kinder- und Jugendmedizin, pädiatrische Nephrologie und pädiatrische Endokrinologie und Diabetologie. Sein wissenschaftlicher Schwerpunkt sind Ursachen und Mechanismen perinataler Programmierung.
Seit Januar 2021 ist Dötsch Präsident der Deutschen Gesellschaft für Kinder- und Jugendmedizin. Im Dezember 2021 wurde er von Bundeskanzler Olaf Scholz in den Corona-Expertenrat der Bundesregierung berufen. Seit März 2024 ist er Mitglied im Nachfolgegremium, dem Expertenrat Gesundheit und Resilienz.